# Heteropoda hippie
Heteropoda hippie là một loài nhện trong họ Sparassidae.
Loài này thuộc chi Heteropoda. Heteropoda hippie được Peter Jäger miêu tả năm 2008.